# Chronicon novaliciense
Le Chronicon novaliciense ou Chronique de la Novalaise est une chronique monastique écrite vers le milieu du XIe siècle dans le Val de Suse.

## Description
La Chronique de la Novalaise a été écrite, vers 1050, par un moine anonyme de l'abbaye de la Novalaise. Elle est sous la forme d'un rotulus (ou rouleau). L'original et unique exemplaire, est conservé dans la ville de Turin aux Archives d'État (Archivio di Stato, Nuova collezione, "museo"). Le rouleau est composé de 28 morceaux de parchemin cousus ensemble, dont certains sont maintenant manquants. L’œuvre est divisée en 5 parties auxquelles s'ajoute un appendice; dont les quatrième et cinquième parties dont incomplètes.
L'écriture est une minuscule carolingienne du XIe siècle, peu précise. On ne sait toujours pas avec certitude s'il a été écrit par plusieurs mains ou par un seul copiste et si, dans l'affirmative, il pourrait s'identifier à l'auteur.
La longueur totale de la partie survivante du rouleau est de 11,7 m, tandis que la largeur varie entre 8,5 cm et 11 cm.
La Chronique raconte l'histoire de l'abbaye depuis sa fondation en 726 par un patricien nommé Abbon, jusqu'au milieu du XIe siècle. Son objectif principal est mettre l'accent sur le lien entre la communauté de reprise du onzième siècle à Novalaise (Novalesa) et la communauté précédente de moines qui avait été forcée d'abandonner le lieu en 906 en raison des incursions dans les Alpes occidentales par les Sarrasins (musulmans d'Al-Andalus). Lorsque les moines revinrent finalement à Novalaise, au début du XIe siècle, ils découvrirent que leur monastère avait perdu son statut d'importance initial dans la région. L'auteur anonyme de la Chronique blâme directement Ardouin de Turin pour cela. La Chronique accuse directement Ardouin d'avoir tiré profit de l'absence des moines pour usurper leurs terres dans le Val de Suse.
Le texte repose aussi bien sur des sources orales que des sources écrites. En plus des chartes, (documents légaux, enregistrement de privilèges de droits et/ou d'autorités), l'auteur utilise d'autres textes narratifs tels que le Historia Langobardorum de Paul Diacre , le Liber Pontificalis, et l'héroïque et épique Chanson de Walther en latin.

## Trame
L'ouvrage est divisé en cinq livres et une annexe.

### Livre premier
Le premier livre est largement mutilé : seules les dernières lignes de l’original subsistent. Le texte peut cependant être reconstitué avec des fragments de témoignages sérieux.
La chronique raconte la fondation légendaire de l'église de San Pietro. À l'époque de Néron, un petit groupe de chrétiens dirigé par la matrone Priscille, que l'on dit être une parente de l'empereur, se réfugia sur les pentes des Alpes pour échapper aux persécutions. Saint Pierre alla ensuite rendre visite à la communauté chrétienne pour leur donner réconfort en exil. Pierre, dit-on, serait resté plus longtemps et aurait continué au-delà des Alpes s'il n'avait pas été contraint de retourner à Rome pour contrer l'hérésie de Simon le Mage. Lorsque saint Pierre fut tué, la communauté chrétienne exilée au Val de Suse construisit une église qui lui était dédiée, San Pietro di Novalesa, et changea le nom du lieu où ils se trouvaient, appelé Ocelum, en Novalaise (qui, selon la Chronique, dérive de la « nouvelle lumière »).
Pour réitérer le lien entre l'église de Novalaise et Saint-Pierre, on raconte une autre légende, qui remonte cependant à une époque plus tardive : une religieuse gauloise, arrivée à Rome, reçoit par volonté divine un os de l'apôtre, qu'elle emporte avec elle. Au retour, elle fait une pause à Novalaise, où un miracle se produit pour convaincre un passant de l'authenticité de la relique : l'os, au contact de l'eau, la transforme en vin.
Par la suite, on raconte la fondation de l'abbaye de Novalaise, qui eut lieu par le patrice Abbon en 726, qui, en mourant, lui laissa un grand héritage.
Le chroniqueur, après avoir évoqué la future destruction du monastère par les Sarrasins, présente la figure de l'abbé Eldrade, qui accomplit un miracle : un village appelé Monastero (aujourd'hui Le Monêtier-les-Bains) et toute la vallée environnante étaient infestés de serpents ; l'abbé, s'étant rendu au village susmentionné, après avoir prié, rassembla tous les serpents et leur ordonna de ne plus faire de mal à personne, ce qu'ils firent.

### Livre second
L'organisation du monastère est décrite, qui suit les préceptes de la règle bénédictine. Le chroniqueur s'intéresse notamment à l'interdiction faite aux femmes de s'approcher du monastère, rapportant ce qu'il avait entendu dire d'un vieil homme : il y a une croix qui marque la limite au-delà de laquelle on ne peut pas aller et celui qui la dépasse soit est atteint d'une maladie soit meurt instantanément. Le chroniqueur rapporte également la tradition selon laquelle Novalaise est le premier lieu où fut établie l'interdiction pour les femmes d'aller dans un monastère d'hommes, imitée plus tard par tous les autres monastères. L'origine de cette pratique remonte à Abbon qui, remarquant que dans un monastère d'Urbiano (it) les moines désiraient des femmes, décida de fonder le monastère de Novalaise loin des centres habités, à l'abri des tentations et en interdisant aux femmes d'y mettre les pieds. Ci-dessous une anecdote qui voit entrer en scène Charlemagne, le grand protecteur de l'abbaye. Son épouse Berta (nom qui n'est cependant pas attesté ailleurs) voulut regarder à l'intérieur du monastère, mais aussitôt arrivée devant les portes, elle mourut.
Le chroniqueur décrit l'environnement qui entoure l'abbaye (située près du col de Montcenis, lieu de transit d'une grande importance stratégique) et se concentre en particulier sur le mont Romuleo (aujourd'hui Rochemelon) en racontant la légende d'un roi lépreux nommé Romulus qui y vivait et qui y avait caché un trésor, impossible à obtenir en raison de l'inaccessibilité du sommet.
Se rendant compte qu'il a passé trop de temps à raconter, le chroniqueur revient sur les événements concernant l'abbaye, rappelant le fait qu'Abbon a décidé que l'abbé était supérieur à l'évêque au sein du monastère et non l'inverse (une précision importante pour ce qui se passera plus tard).
La figure de Valtario, un moine jardinier, qui aurait été auparavant un guerrier invincible, est ensuite présentée. L'homme, devenu vieux, souhaite faire pénitence : pour décider du meilleur endroit pour expier ses péchés, il s'habille en voyageur et place des cloches sur son bâton, qu'il secoue lors de ses pèlerinages ; Cependant, il trouve des moines distraits qui, pendant la prière, accordent plus d'attention au tintement qu'à la récitation des louanges, jusqu'à ce qu'il arrive à Novalaise : au son des cloches, un seul enfant se tourne vers lui, mais il est immédiatement puni par le précepteur. Valtario décide donc que c'est le bon monastère pour lui. Le chroniqueur continue en décrivant sa vie antérieure de guerrier, en transcrivant de longs extraits du poème qui lui est dédié, le Waltharius ou Chanson de Walther. L'histoire se termine brusquement lors de l'affrontement entre les trois héros Valtario, Guntario et Aganone, lorsque ce dernier remarque une bouteille de vin sur le cheval du premier.
On raconte ensuite une autre anecdote sur le moine Valtario : les serviteurs du roi Desiderius avaient pillé les charrettes qui amenaient les provisions au monastère. L'abbé demande donc à Valtario d'aller les récupérer, l'exhortant cependant à ne pas faire violence aux voleurs, même s'ils l'humiliaient en le dépouillant de ses vêtements monastiques ; Valtario demande, si on le privait même de son pantalon, comment se comporter : l'abbé, confiant dans l'humilité dont il ferait preuve en se laissant voler ses autres vêtements, ne lui ordonne rien. Valtario part en mission, après avoir récupéré son vieux cheval ; Une fois arrivé aux pillards, il est obligé de se déshabiller presque complètement. Cependant, lorsqu'ils lui ordonnent d'enlever également son pantalon, Valtario les attaque avec un humérus qu'il arrache à un veau qui broutait à proximité. À son retour à Novalaise, il est cependant fortement réprimandé.
Après sa mort et après l'attaque des Sarrasins, les traces de la tombe de Valtario et de son neveu furent perdues, jusqu'à ce qu'une vieille veuve, qui racontait des histoires anciennes à ceux qui voulaient l'écouter, révèle l'emplacement de la tombe.
Après avoir conclu le long récit des événements de Valtario, le chroniqueur revient pour souligner la grande influence que Novalaise a eu sur le territoire : il cite quelques monastères qui dépendaient de l'abbaye. De vastes territoires avaient été cédés au monastère par Abbon, qui fit construire un monument près de la ville de Suse (c'est-à-dire l'Arc d'Auguste), sur lequel il fit inscrire les biens qu'il avait laissés en héritage : de cette façon, même si le monastère était détruit, les moines pourraient savoir à quels biens ils avaient droit.
En outre, le chroniqueur rapporte de petites anecdotes destinées à souligner comment Novalaise était un lieu de saints, favorisé par le Ciel : une procession de bienheureux visite le monastère la nuit, certains moines entendent chanter les anges, ou il y a ceux qui s'endorment dans un champ et se réveillent sans cheveux parce qu'ils ont dormi sur la tombe d'un saint.

### Livre troisième
Après avoir encadré la période historique en faisant référence au règne de Liutprand, est introduite la figure de l'abbé Frodoino, qui se distingua par sa vertu et qui accomplit de nombreux miracles. De plus, il noue un lien particulier avec Charlemagne : alors que le futur empereur s'apprête à descendre en Italie, il s'arrête à Novalaise et consomme toutes les provisions de nourriture. Frodoino pria donc le Seigneur toute la nuit en lui demandant de lui donner de la nourriture pour ses moines qui se retrouvaient sans nourriture : le lendemain, le garde-manger était plein. Ayant appris ce miracle, Charlemagne promet au monastère de grands bénéfices : après la conquête de l'Italie, en effet, il fera don de la cour de Gabiano à l'abbé et lui confiera son fils Ugo.
L'histoire de l'avancée de Charlemagne contre les Lombards continue ci-dessous : le roi Desiderius avait bloqué sa progression en raison des places fortes qui protégeaient les cols, mais grâce à la trahison d'un bouffon lombard, Charles parvient à atteindre Pavie, où se trouve Desiderius, et l'assiège. La fille du roi lombard, tombée amoureuse du roi franc, lui propose de l'épouser, en lui remettant en échange la ville et le trésor de son père : la princesse ouvre les portes de Pavie à l'armée, mais est tuée en étant piétiné par des chevaux.
Nous trouvons ici l'histoire du retour du fils de Desiderius, Algiso (ou Adalgis, nom qui n'apparaît pas dans le Chronicon), qui, déguisé, parvient à entrer dans la cour de Charles et à participer à son banquet, où il brise tous les os qu'on lui donne à manger, puis quittant la table avant les autres convives. Charles, lorsqu'il remarque les os brisés, comprend que c'est Algiso qui a fait ce geste menaçant et propose à l'un des soldats de le poursuivre et de le tuer par tromperie ; l'homme, ayant atteint le fils du roi Desiderius, fait semblant de lui offrir les bracelets de Charles au bout d'une lance. Comprenant qu'il ne s'agissait pas d'une démonstration de respect, mais d'un piège, le guerrier lombard, après s'être armé, rend le défi en proposant à son tour ses bracelets à livrer au roi franc. Lorsque Charles les reçoit, il les enfile, mais voyant qu'ils sont si grands qu'ils lui arrivent jusqu'aux épaules, il s'étonne de la grande force de son adversaire et le craint. Algiso se rend chez sa mère Ansa à Brescia. À ce stade, le chroniqueur, remarquant la digression, interrompt le récit et revient à parler de la succession des abbés de Novalaise.
Après Frodon, Amblulfo fut élu, après quoi Ugo, le fils de Charlemagne, qui donna de nombreuses terres au monastère, devint abbé. Dans ces mêmes années, Charlemagne meurt et ses fils font la guerre pour le partage de l'empire. Le corps de Charlemagne, encore intact, a été retrouvé par l'empereur Otton III dans sa tombe à Aix-la-Chapelle.

### Livre quatrième
Eldrade, également un homme vertueux qui a accompli de nombreux miracles, notamment redonner la vue à un aveugle et arrêter une épidémie, a été élu abbé.
Ci-dessous se trouve une lettre de Florus de Lyon adressée à Eldrade : il est clair que l'abbé avait demandé à celui-ci de corriger le psautier et Florus lui communiqua ce qu'il faisait. Premièrement, il explique combien le travail était difficile en raison de la négligence des copistes de nombreux codex. Il décide donc de comparer la traduction hébraïque et la version de la Septante pour retracer (à l'aide d'astérisques et d'obels) dans les codex dont il dispose ce qui dérive de l'hébreu et ce qui y a été ajouté. Mais à ce moment-là, on soupçonne que la traduction hébraïque a également été défigurée par les oublis des copistes : c'est pourquoi il utilise également une lettre de saint Jérôme, qui indique les erreurs qu'il a repérées. Il corrigeait ainsi le psautier, remettant les passages à la bonne place, éradiquant les erreurs et restituant les passages corrects. Après une liste des corrections apportées, il exhorte Eldrade à les utiliser également pour réécrire un nouveau codex du Livre des Psaumes. Enfin, il donne des indications pratiques, notamment pour laisser un espace entre les lignes pour permettre des corrections et des annotations sans créer de confusion pour les futurs copistes.
Vient ensuite un poème de Florus dédié à Eldrade.
Quelques abbés qui succédèrent à Eldrade sont présentés ci-dessous en fragments.
Finalement les Sarrasins arrivent à Fraxinet et dévastent toute la Gaule cisalpine. Les moines de l'abbaye de Novalaise, sous l'abbé Donniverto, fuient leur dévastation, emportant avec eux les objets les plus précieux, dont six mille livres. Ils arrivèrent à Turin à l'église des Saints André et Clément (aujourd'hui communément identifiée au sanctuaire de la Consolata), dont ils étaient déjà propriétaires, en l'an 906[4].

### Livre cinquième
Le chroniqueur tente de donner une fresque historique à la période complexe qui voit l'essor des familles aristocratiques locales.
On se souvient d'Hugues d'Arles comme de celui qui « avec son gouvernement souille le royaume d'Italie » : devenu roi d'Italie, il instaure un régime de terreur, à tel point que plus personne n'ose s'exprimer ouvertement par peur de être espionné et incriminé. De plus, il se distingue par sa luxure : après avoir marié son fils, il viole sa belle-fille avant qu'elle n'atteigne le lit de son mari. Il mourra ensuite aspiré dans un tourbillon de rivière. Même son fils, Lothaire, ne se distingue pas par la vertu : il donne comme seigneurie l'abbaye de Breme au marquis de Turin, Ardouin.
Le marquis Adalbert Ier d'Ivrée, successeur d'Ardouin, voyant les possessions de l'abbaye dévastées et les moines réduits à la pauvreté, leur donna l'église de Sant'Andrea, située près des murs de la ville. L'abbé Belegrimo y déplaça ensuite le monastère, qui se trouvait auparavant en face du château de Turin.
Le chroniqueur prend du recul pour évoquer la « lignée malheureuse d'Ardouin » : il raconte les affrontements pour la suprématie entre les deux frères Roger et Ardouin et leur client (vassal) Alineo. Roger parvient à obtenir le gouvernement des terres (le comté d'Auriate (it)) avec ruse et, en épousant la femme de l'ancien propriétaire terrien, il engendre deux fils qu'il appelle Roger et Ardouin, connus sous le nom de Glabro (même nom que portait le marquis de Turin, Ardouin).
L'histoire est interrompue, alors que le chroniqueur évoque le souvenir d'une affaire de famille, qu'il insère dans l'actualité : son grand-oncle, soldat, est attaqué par les Sarrasins et mis en vente avec son domestique. Le frère, grand-père du moine, voyant le serviteur et apprenant ce qui s'est passé, demande de l'aide d'abord à l'évêque de Vercelli (son parrain) puis aux voisins et amis pour trouver assez d'argent pour les racheter.
Le chroniqueur entreprend alors de raconter les événements concernant les rois. À la mort du roi Lothaire II, son épouse Adélaïde fut capturée par Bérenger II. Elle fut cependant libérée par un serviteur qui creusa un trou près du seuil de la pièce dans laquelle elle avait été enfermée. Ils se cachent dans un marais, où ils rencontrent un oiseleur, Varino, qui veut violer la reine, qui résiste cependant. Varino, à la fin, révèle sa véritable identité : il est clerc et prétend ne faire que simuler les abus. Il deviendra évêque de Modène à la demande de la reine. Adélaïde demande l'aide d'Attone (Adalberto Atto di Canossa (it)), qui l'héberge dans son château de Canossa. Bérenger apprend ce qui s'est passé et assiège la forteresse. Les fournitures nécessaires pour entretenir le château s'épuisent, mais Dieu vient à la rescousse : Ardouin, qui assiégeait le château avec Bérenger, leur demande de parler à Attone. Ardouin leur conseille de faire manger à un sanglier tout le blé restant et de l'envoyer hors des murs. Attone suit les conseils et lorsque Bérenger voit l'animal bien nourri, il est tellement étonné qu'il décide d'abandonner le siège. Otton, duc de Saxe, arrive en Italie pour revendiquer le royaume et épouse Adélaïde. Bérenger se réfugie alors dans le château de San Giulio, mais est capturé et aveuglé.
Le récit des « événements des rois » est interrompu pour passer à ceux des abbés de Brême. Bérenger, avant sa capture par Otton, ordonne aux hommes du village de Folingo de chasser les loups qui infestaient les terres. À Brème, cependant, il y avait deux frères puissants qui tyrannisent les hommes du village, qui cependant, après les ordres reçus du roi, décident de ne plus se soumettre à eux. Les deux frères, en colère, les torturent, mais Bérenger intervient en menaçant de leur retirer leurs terres. Ceux-ci fuient : une partie du territoire est achetée par le marquis Adalbert Ier d'Ivrée, l'autre partie est revendiquée par Aimone, comte de Lomello, qui le laisse en héritage à saint Pierre. Les moines choisissent ces terres comme siège de leur congrégation.
Les Sarrasins sont chassés de Fraxinet par le comte Robaldo de Provence grâce à la trahison de l'un d'eux et le Val de Suse est reconquis par Ardouin. Ce dernier prit cependant possession de l'abbaye de Brême en rédigeant un acte certifiant sa possession, mais mourut peu de temps après. L'abbé Gezone se plaint auprès d'Otton, devenu roi d'Italie, et ce dernier fait brûler le diplôme d'Ardouin et en dresse un favorable à l'abbaye. Avec l'entrée au monastère de trois comtes, Brême obtint des territoires (le chroniqueur rappelle que ces événements se produisirent au moment du couronnement d'Otton III). L'abbé Gezone décide d'envoyer un groupe de moines dirigé par le moine architecte Bruningo pour reconstruire Novalaise et le chroniqueur lui-même participe à l'expédition. Une fois arrivés sur le site de l'ancienne abbaye, ils la trouvent pleine de mauvaises herbes, mais les murs n'ont pas été détruits. Une fois le monastère de Novalaise remis en état, de nombreuses donations furent faites. Ci-dessous, sont racontés les miracles accomplis par Gezone et au-delà : le lieu retrouve ainsi l'aura de sainteté qui lui appartenait déjà avant la fuite.

### Appendice
On rapporte le certificat de Charlemagne sur les biens possédés par le monastère, puis une lettre adressée au pape Jean XIII par l'abbé Belegrimo : dans la partie initiale, l'histoire du monastère est brièvement résumée, tandis qu'elle dénonce ensuite les abus du marquis Ardouin. L'abbé demande finalement une délégation à l'empereur à envoyer au pape pour qu'il intervienne et excommunie le marquis.
Lorsque Conrad II devint empereur, la direction de l'abbaye fut confiée à Odilon, neveu de l'abbé du même nom de Cluny, qui céda cependant à ses vassaux de nombreuses fermes appartenant au monastère. Mais l'empereur accorde l'abbaye en guise de bénéfice à Alberico, évêque de Côme, qui adopte un comportement despotique : il exige un serment de fidélité des serviteurs, maltraite les moines et capture l'abbé. Après sa mort, son successeur, l'évêque de Côme, Liticherio, céda l'abbaye à Eldrade, qui chassa Odilon.
Le chroniqueur entend alors montrer le mal que l'abbé Odon a fait au monastère de Brême : profitant d'un conflit entre Arduin d'Ivrée et le marquis de Turin, Magnifredo (Olderico Manfredi Ier (it)), il demande au premier de le faire abbé en échange d'une somme d'argent. Après sa capture et sa libération ultérieure, il continua à tenter d'obtenir des prieurés et des abbayes par des subterfuges, mais fut contraint par l'empereur Henri II de rester enfermé dans un couvent. Là cependant, il crée du désordre et l'abbé lui accorde un prieuré pour le calmer. Odon revient se comporter comme toujours : après la mort de l'abbé Eldrade, il parvient à obtenir l'abbaye de Brême. Il oblige les moines à lui jurer fidélité et les maltraite, en commettant des actions mauvaises et sales, jusqu'à ce qu'il vende l'abbaye dans l'espoir d'en tirer de l'argent.
Le chroniqueur remonte ensuite à l'époque où Lambert II régnait en Italie. Les empereurs se succédèrent jusqu'à Otton III. L'empereur est emprisonné par les Byzantins lors d'une bataille, qui demandent une rançon à la reine : elle envoie des éphèbes habillés en femmes, mais avec des épées cachées sous leurs vêtements, pour rapporter des coffres qui semblaient remplis d'or. Durant les négociations, Otton parvient à s'échapper en se jetant à la mer.
L'empereur Henri II obtient le royaume d'Italie après avoir expulsé le roi Arduin d'Ivrée. Après la mort de l'empereur, Conrad II accède au trône, soumettant quelques abbayes, dont celle de Novalaise, qui fut ensuite confiée à l'évêque de Côme. Seul son fils Henri III restitua à l'abbaye son ancien statut royal et interdis qu'elle soit concédée à autrui.

## L’usage des sources: entre histoire et légende
En rédigeant le Chronicon Novaliciense, le chroniqueur a sans doute dû recourir à des documents et à des récits historiques, mais aussi à des traditions orales, où le témoignage direct prend une valeur décisive pour justifier la véracité des faits (à plusieurs reprises, en effet, le chroniqueur rapporte avoir rapporté des événements qui lui avaient été racontés par des anciens ou des personnalités faisant autorité). Fondamentalement, deux courants peuvent être identifiés : un courant chroniqueur, qui s'inspire d'auteurs tels que Paul Diacre, Liutprand de Crémone et Grégoire de Tours, et un courant légendaire.
Le goût de la légende imprègne tout le récit, il en est une composante substantielle : le récit est vu comme une fonction d'amplification fantastique. Cela signifie que la vie quotidienne prend le même poids que les événements capitaux, qui à leur tour prennent souvent un ton anecdotique ; le moine ne semble pas s'intéresser aux liens causals des événements (il y a en fait des lacunes, des erreurs, des digressions, des curiosités), ce qui compte c'est la valeur exemplaire. Il ne faut cependant pas reprocher au moine un manque de conscience historiographique : il est parfaitement inséré dans la période historique dans laquelle il se trouve, dans laquelle il existe un lien étroit et un mélange entre l'historiographie et l'épopée chevaleresque ; en effet, il ne faut pas oublier que les chansons de geste ont été produites précisément dans ces années-là et que le chroniqueur en a probablement eu connaissance grâce aux bouffons qui parcouraient la route près du Mont Cenis, les utilisant pour sa narration. Lorsque le moine falsifie consciemment, cela se produit parce qu'il souhaite adapter l'information à l'histoire de son propre monastère : Valtario, par exemple, est présenté comme un moine de Novalaise pour lier son culte au monastère.

### La légende de Valtario
Les chapitres 7 à 12 du livre II sont entièrement consacrés à la figure de Valtario. Une grande partie de la section réservée au héros-moine est occupée par la reproduction du Waltharius ou Chanson de Walther : dans un premier temps le chroniqueur apparaît attentif et fidèle en rapportant le poème presque dans son intégralité, tandis que la deuxième partie de la composition est résumée à la hâte, sans citer aucun vers. Par ailleurs, le recueil se termine brusquement sur le seul élément novateur dans toute la tradition du poème, à savoir la mention d'une flasque de vin sur la selle du héros.
Le poème est précédé de quelques distiques attestés uniquement dans le Chronicon, peut-être tirés d'une Peregrinatio Waltharii aujourd'hui perdue, mais qui pourraient peut-être aussi être une épitaphe du héros, tant le court texte présente sa propre complétude et son caractère organique.
Le récit de l'histoire du guerrier s'inscrit dans les événements de Valtario une fois qu'il est devenu moine. Ces épisodes présentent des parallèles avec d'autres poèmes du moyen latin et du roman, comme le Moniage Guillaume, cycle épique qui tourne autour de la figure de Guillaume d'Orange, ou la Chevalerie Ogier, qui présente les événements d'Ogier de Danemarche.

### La légende d'Adelchi
Adelchi (appelé Algiso dans la Chronique) est présenté, dans les chapitres 21 à 23 du troisième livre, comme un guerrier d'une force extraordinaire. Certains chercheurs estiment que l'origine du court récit rapporté par le chroniqueur ne doit pas être recherchée dans les chants épiques lombards, mais dans les chansons de geste, et que seul l'épisode des bracelets peut avoir une origine germanique. Plus récemment, cependant, l'hypothèse a été émise que le chroniqueur retravaillerait, dans le but de donner vie à une légenda algisii, des épisodes du milieu lombard. Cependant, aucune conclusion définitive n’a encore été tirée : ce qui est sûr, c’est qu’il existe une confluence de modèles narratifs qui s’entrelacent.
La connotation guerrière qui distingue Adelchi dans le Chronicon Novaliciense influencera probablement Manzoni dans l'écriture de l'ouvrage consacré au héros lombard.